# Musa (persona)

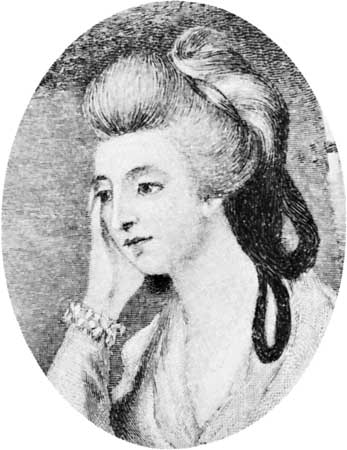
Charlotte von Stein, amiga íntima de Johann Wolfgang von Goethe y modelo para Ifigenia en Ifigenia en Tauris y Natalie en Los años de aprendizaje de Wilhelm Meister y Los años de oficial de Wilhelm Meister

Una musa es una persona que inspira creativamente a una persona de las artes (tal como un escritor, artista, compositor, etc.) o, a veces, de las ciencias. A lo largo de la historia, en general (pero no necesariamente) han sido mujeres. El término se deriva de las Musas, las antiguas diosas griegas de la inspiración.
Las musas humanas se entrelazan a lo largo de la historia. En tiempos modernos, se les llama musas a personas específicas, que por regla general, se trata de amigas cercanas y en ocasiones amantes o cónyuges, que inspiran o afectan las obras de un artista por su carácter, carisma, sabiduría, sofisticación, erotismo, amistad íntima u otros rasgos. A veces, las musas proporcionan directamente modelos para pinturas y esculturas específicas y para personajes de obras literarias, pero otras veces no, sino que más bien proporcionan inspiración para la obra del artista en su conjunto.
Las musas son distintas de las personas que pueden organizar, enseñar, entablar amistad, casarse o apoyar a artistas sin inspirar sus obras directamente. Quienes sirven sólo como modelos para pinturas o esculturas no son necesariamente musas (aunque algunas pueden serlo).
Las musas modernas que han dejado una huella notable en la historia de la cultura incluyen Varvara Bajméteva (para Mijaíl Lérmontov), Elizabeth Siddal (para la Hermandad Prerrafaelita), Camille Claudel (para Auguste Rodin), Leila Waddell (para Aleister Crowley), Gala (para Salvador Dalí), Dora Maar (para Pablo Picasso), Aline Bernstein (para Thomas Wolfe), Yoko Ono (para John Lennon), Pattie Boyd (para Eric Clapton y George Harrison), Uma Thurman (para Quentin Tarantino), entre muchas otras. A veces las musas son artistas por derecho propio (como ocurre con Siddal, Claudel, Ono, Maar y Thurman).

## Otras lecturas
- Tuttler, ed. (2016). The Muse: Psychoanalytic Explorations of Creative Inspiration (en inglés). Taylor & Francis. ISBN 9781317510840.
- Thrash, T. M.; Maruskin, L. A.; Cassidy, S.E.; Fryer, J.W.; Ryan, R. M. (2010). «Mediating between the muse and the masses: Inspiration and the actualization of creative ideas». Journal of Personality and Social Psychology (en inglés) 98 (3): 469-487. PMID 20175625. doi:10.1037/a0017907. Consultado el 18 de marzo de 2023.
- Prose, Francine; Jakobeit, Brigitte; Höbel, Susanne (2004). Das Leben der Musen. Von Lou Andreas-Salomé bis Yoko Ono [The Lives of the Muses: From Lou Andreas-Salomé to Yoko Ono] (en alemán). Munich: Nagel & Kimche. ISBN 3-312-00336-9.

- Datos: Q1954172
- Multimedia: Muses (arts) / Q1954172